# Justus Siebein

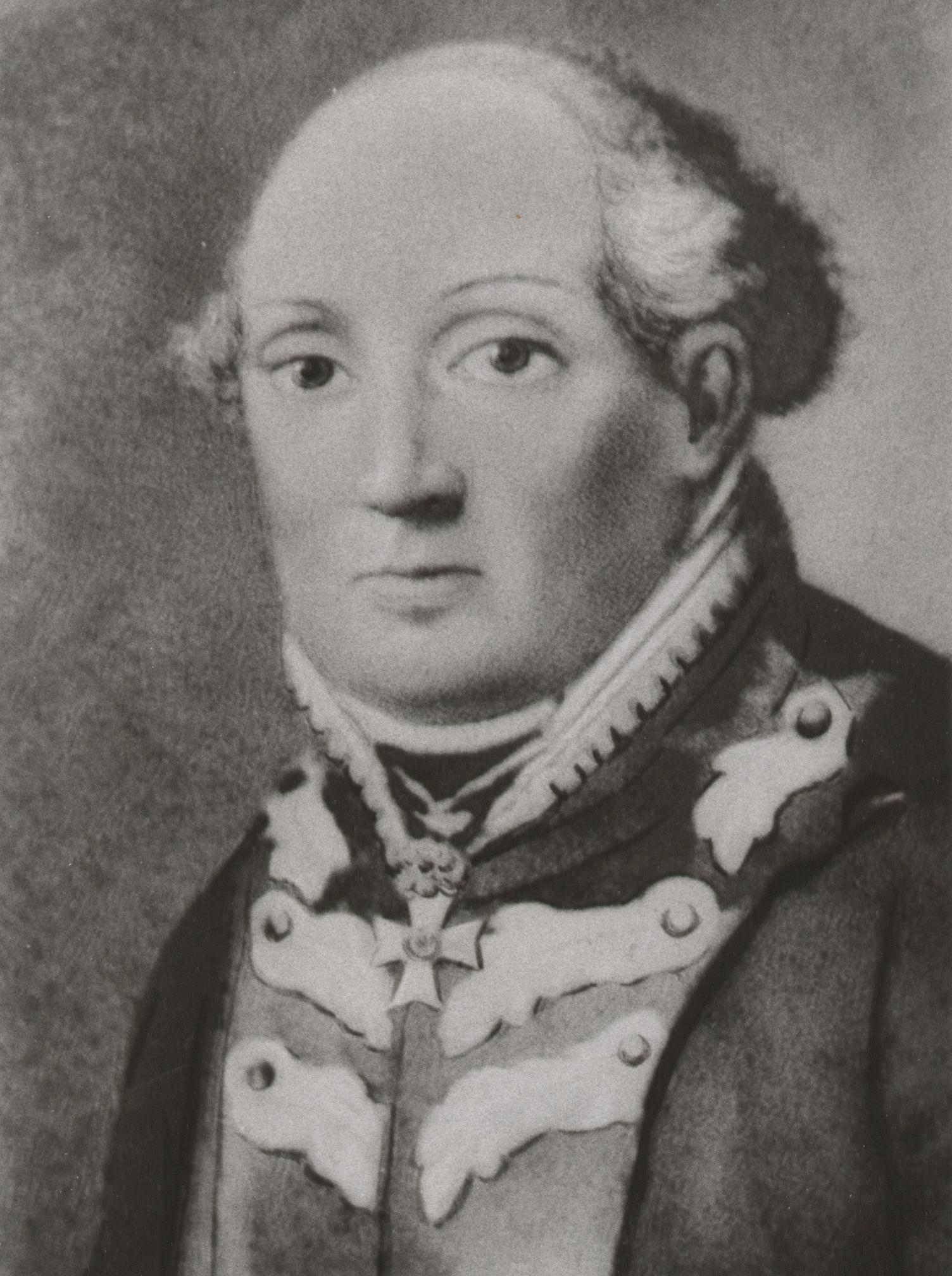
General Justus von Siebein

Justus Ritter von Siebein (* Juli 1750 in Iggelheim, Pfalz; † 24. August 1812 in Polozk, Russisches Kaiserreich, heute Belarus) war ein bayerischer General, Kommandeur des Militär-Max-Joseph-Ordens und Ritter der Französischen Ehrenlegion.

## Leben

### Herkunft

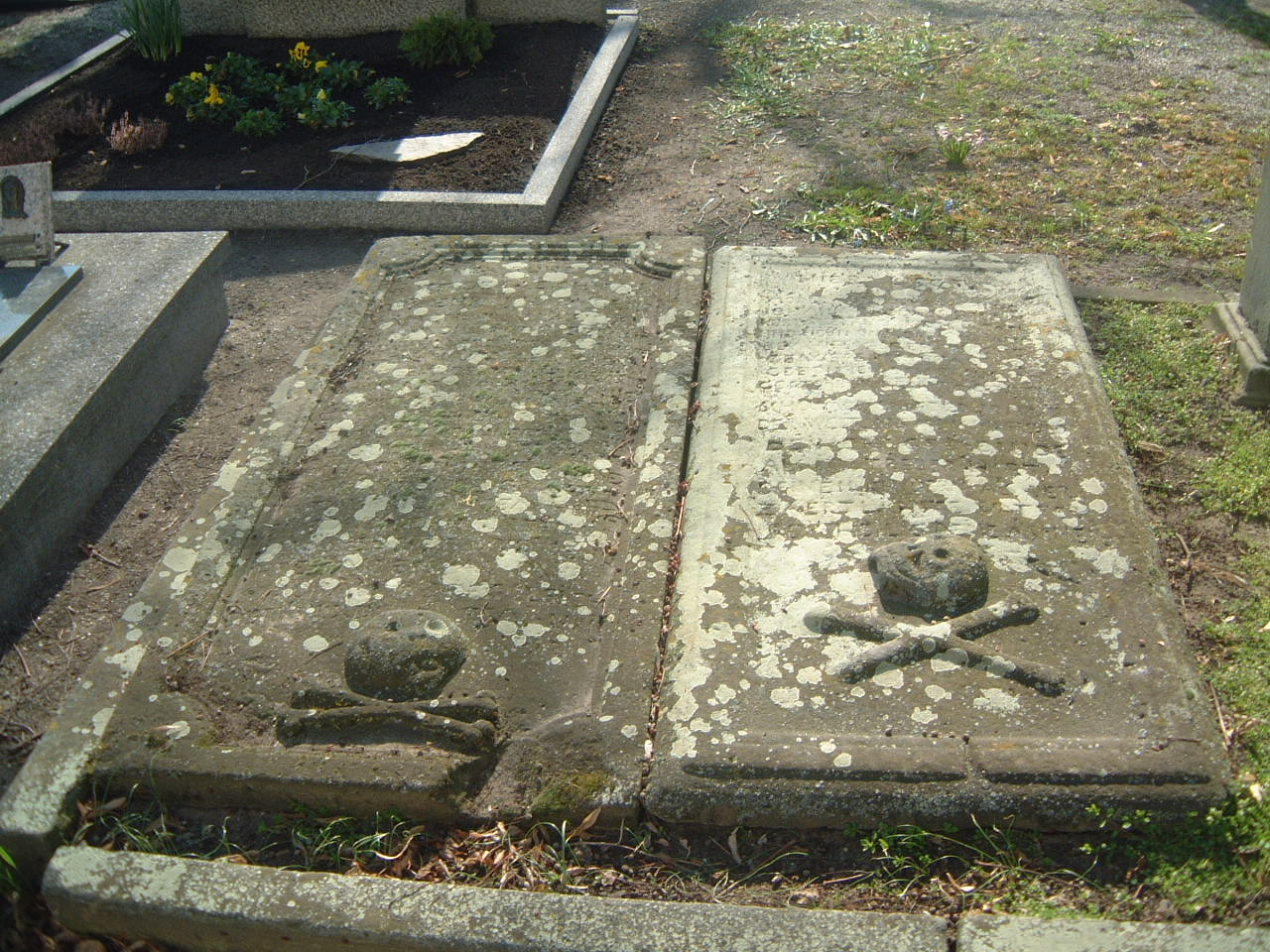
Grabplatten der Eltern General Siebeins, Friedhof Iggelheim

Er war der Sohn des kurpfälzisch reformierten Kirchenrates und Pfarrers Johann Nikolaus Siebein und dessen aus Haßloch stammender Frau Anna Maria, geborene Müller. Siebein war das zweite von insgesamt acht Kindern. Der Junge erhielt den Taufnamen Justus Heinrich, wovon der letzte Name auf den Taufpaten Johann Heinrich Morèe, reformierter Pfarrer in Mutterstadt verweist. Vater Siebein, in Mannheim als Sohn eines kurfürstlichen Schloss-Bäckers und Hafermessers geboren, amtierte seit 1746 als reformierter Pfarrer in Iggelheim. 1755/56 ließ er die heute noch bestehende, reformierte Kirche des Ortes neu erbauen (unter Beibehaltung des historischen Turmes), 1764 das Pfarrhaus (Hasslocher Str. 6) und 1769 ein neues reformiertes Schulhaus. Nach dem frühen Tod seiner Frau 1765, heiratete der Geistliche 1769 erneut. Die zweite Frau hieß Susanna Piscator, Pfarrerstochter aus Annweiler. Die Grabsteine beider Eltern des Generals sind bis heute erhalten und befinden sich im Außenbereich der genannten Kirche. Auf den Grabmalen vermerkte Charakterisierungen lauten bei der Mutter: „…lebte in einer guten Ehe … wandelte vor Gott mit aufrichtigem Herzen…“; beim Vater (Pfarrer Siebein): „…der Welt als Menschenfreund, Deiner Gemeinde als ein treuer Hirt, Deinen Kindern als der zärtlichste Vatter…“. Das genaue Geburtsdatum von General Siebein ist wegen Beschädigung des Kirchenbuches in den Franzosenkriegen nicht mehr bekannt. Schon 1810, zu seinen Lebzeiten angestellte Ermittlungen ergaben, dass „das Protokoll (=Kirchenbuch) durch die Kriegsunruhen versteckt und dadurch äußerst corrupt (=schlecht, verdorben) geworden“ sei.

### Militärkarriere

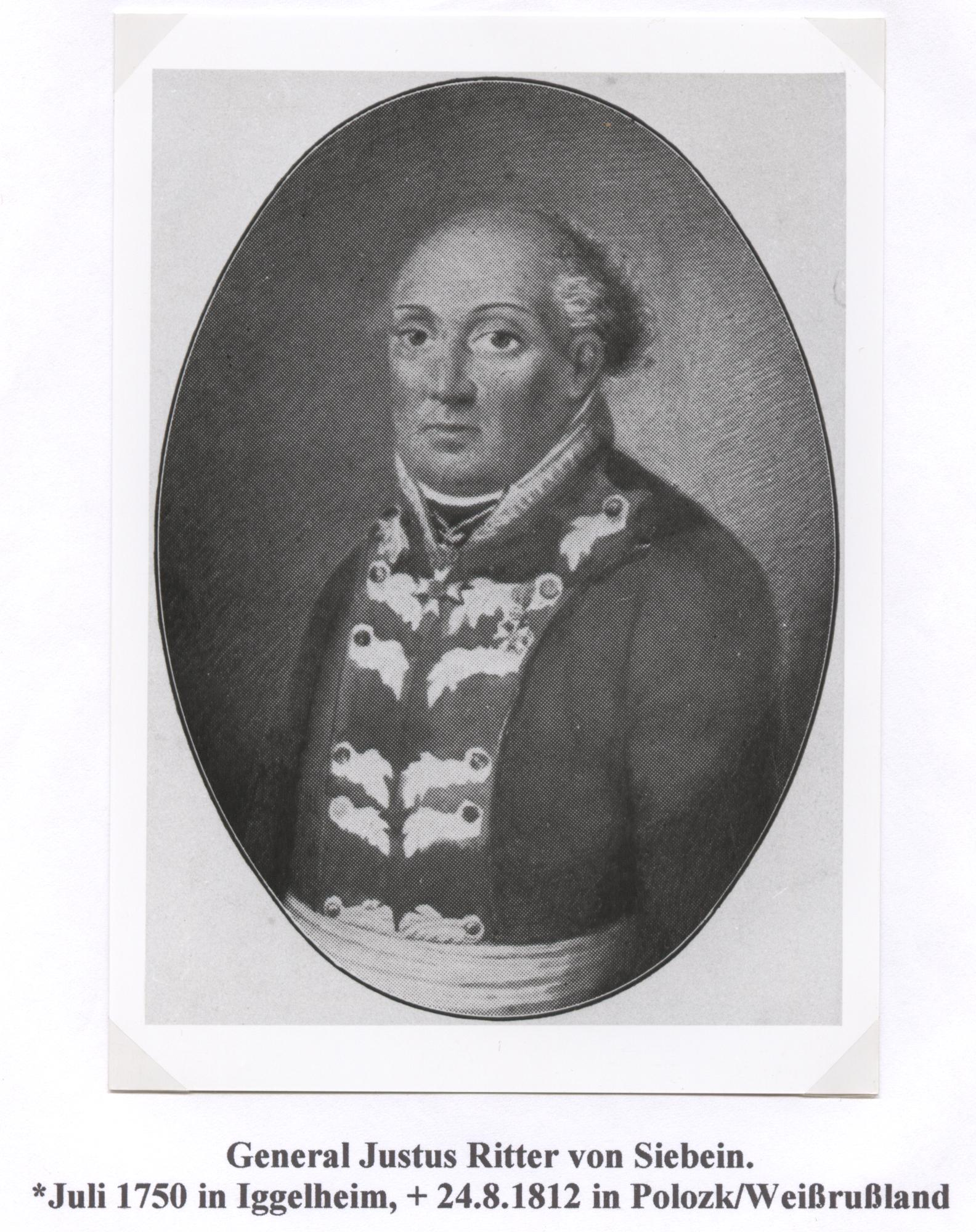
General Justus von Siebein

Siebein trat am 4. März 1766, 15-jährig, als Kadett beim Infanterie-Regiment „Pfalzgraf Karl August“ in die Kurpfälzische Armee ein. Offenbar erkannte man schon bald die militärische Begabung des jungen Mannes, denn er steigt rasch auf der Karriereleiter auf. Am 30. April 1771 avanciert er zum Fähnrich, am 8. Januar 1776 zum Adjutanten. 1777 wurden die Kurpfalz und Bayern unter Kurfürst Carl Theodor vereinigt. In der neuen Pfalzbayerischen Armee (ab 1803 Bayerischen Armee) erhielt Siebein am 1. Juli 1778 die Beförderung zum Unterleutnant, am 8. März 1781 zum Oberleutnant, am 13. Januar 1787 zum Hauptmann und schließlich am 20. November 1788 zum Major. 1792 fand er im neu errichteten Generalstab Verwendung, bevor er am 24. Dezember 1792 Oberstleutnant wurde und in dieser Charge bis 1799 in verschiedenen Infanterieregimentern (Füsiliere und Grenadiere) diente. Unter dem 7. Mai 1799 stellte man aus einer Kompanie des 3. Füsilierregiments, einer Kompanie des 12. Füsilierregiments und zwei Kompanien des Zweibrücker Garde-Regiments ein eigenständiges Bataillon auf und ernannte Siebein zu dessen Kommandeur. Das Bataillon hieß zunächst „Kombiniertes Bataillon Siebein“, später nur noch „Bataillon Siebein“. Mit dieser Formation kam Siebein im August 1799 zu jenem pfalzbayerischen Kontingent, welches in der Schweiz unter dem Oberbefehl des Generals Freiherrn von Bartel als von England finanzierte Subsidientruppe der russischen Armee von General Korsakow unterstellt war. Hier machte er den Feldzug gegen die französischen Revolutionstruppen, namentlich das Gefecht vom 17. Oktober 1799 beim Kloster Paradies, mit. Ende März 1800 wurde Siebein Befehlshaber eines kombinierten Grenadier Bataillons, mit welchem er unter Oberst Carl Philipp von Wrede an den nun wieder beginnenden Kämpfen gegen Frankreich teilnahm. Hier zeichnete er sich besonders in den Gefechten von Mößkirch (5. Mai 1800), sowie bei Biberach und Memmingen (9. und 10. Mai 1800) aus. Der zum Generalmajor beförderte Wrede schrieb am 17. Mai 1800 an Kurfürst Max IV. Joseph (den späteren König von Bayern): 

„„…. da von den Herren Stabsoffizieren der vortreffliche Obristleutnant Siebein, Major Graf Pompei, Major Delamotte … sich vorzüglich ausgezeichnet haben und Euere Kurfürstliche Durchlaucht Thaten von Bravour, Entschlossenheit und Eifer für das höchste Interesse, indem der Obristleutnant Siebein, Major Graf Pompei und Major Delamotte, welche zu Fuß ihre Bataillone mit seltener Beharrlichkeit in das stärkste Kanonen- Kartätschen- und kleine Gewehrfeuer führten und sich die Bewunderung der ganzen Armee zuzogen, gewiß gnädigst zu belohnen gesinnt sind, so unterfange ich mich, den Obristleutnant Siebein, zum Obristen der beiden Bataillone „Wrede“ und „Delamotte“ vorzuschlagen.““

Mit Datum vom 26. Mai 1800 erfolgte dann auch Siebeins Beförderung zum Oberst und Kommandeur beider Bataillone, welche er im weiteren Verlauf des Feldzugs führte und sich hierbei am 5. Juni auf der Weidenbühler Höhe, besonders aber am 27. Juni im Treffen bei Neuburg an der Donau, derartig auszeichnete, dass ihm mit Kabinettsorder vom 20. August 1800 das Kurpfalz-Bayerische Militär Ehrenzeichen, damals der höchste Tapferkeitsorden des Kurfürstentums, verliehen wurde. Bevor die Kämpfe gegen die Franzosen endeten, verteidigte Siebein mit seinem Bataillon am 28. November 1800 noch den Brückenkopf bei Wasserburg am Inn und behauptete sich dort erfolgreich.
Als nach dem Krieg eine Kommission zusammentrat, um das bayerische Heereswesen allgemein zu verbessern, berief man dazu auch Siebein. Seit Juni 1801 kehrte er wieder in den aktiven Felddienst zurück. Ab 28. August 1802 befehligte er das Truppenkontingent, welches das bisherige Hochstift Bamberg für Bayern in Besitz nahm, wobei der Beauftragte des Fürstbischofs, Kommissarius Anton Joseph Martin, konstatiert, Siebein zeige sich als Staatsmann und Soldat gleichermaßen; „als Staatsmann wegen seinen ausgebreiteten politischen Kenntnissen, als Soldat wegen seinem ernsthaften, allenthalben Achtung zu Wege bringenden Benehmen“.

### An der Seite Frankreichs
Am 28. September 1804 avancierte Siebein zum Generalmajor und wurde fast genau ein Jahr später, am 27. September 1805, Chef der 6. Bayerischen Brigade, die er im Kriege gegen Österreich führte. Hier war er mit seinen Truppen erst bei Ingolstadt aufgestellt, operierte vom 14. bis zum 17. Oktober gegen den österreichischen General Franz Freiherr von Werneck, verblieb an der Ilm, um den Rücken der französischen Armee gegen die Österreicher zu decken und wurde schließlich in Eilmärschen nach Tirol gesandt, um das dortige bayerische Korps unter General Wrede zu verstärken. Der Armeebefehl vom 6. Januar 1806 übertrug Siebein das Oberkommando über die bayerischen Truppen in Tirol.
Bayern, dreimal zwischen die Fronten der kriegführenden Parteien geraten, hatte sich von der antifranzösischen Koalition gelöst, war seit September 1805 mit dem übermächtigen Frankreich verbündet und trat zur Festigung dieser Allianz auf Verlangen Napoleons auch in verwandtschaftliche Beziehungen mit dessen Familie. Nach der an Silvester 1805 erfolgten Zustimmung der Kurfürsten-Tochter Auguste zu ihrer Hochzeit mit Napoleons Stiefsohn (später adoptiert) Eugen Beauharnais, Vizekönig von Italien, konnte der Reichsherold bereits am Neujahrstag 1806 in den Straßen Münchens verkünden, dass Kurfürst Maximilian IV. Joseph den Titel „König von Bayern“ angenommen habe; er nannte sich von da an König Maximilian I. Joseph. Der neue König stiftete alsbald, am 1. März 1806, als höchste Tapferkeitsauszeichnung des nunmehrigen Königreiches den nach ihm benannten Militär-Max-Joseph-Orden, der bis 1918 verliehen wurde. Siebein gehörte zu den ersten Rittern dieses renommierten Ordens, denn als Träger des pfalz-bayerischen Militär Ehrenzeichens, der bisher höchsten Tapferkeitsdekoration, nahm man ihn bei Stiftung des neuen Militär-Max-Joseph Ordens automatisch in diesen auf, verbunden mit dem persönlichen Adelstitel eines „Ritter von“. Siebein erhält sogar unmittelbar die 2. Klasse des Ordens, das Kommandeurkreuz.
Zusammen mit Frankreich fand 1806/07 der Feldzug gegen Preußen statt, in dem Siebein die 1. Brigade der 1. Bayerischen Division „Deroy“ befehligte und sich besonders im November 1806 vor Glogau, im Dezember 1806 vor Breslau sowie im Juni 1807 vor Glatz hervortat. Seine Tapferkeit wird dabei ausdrücklich in den verschiedenen Armeebefehlen erwähnt. 1809 marschieren Franzosen und Bayern gemeinsam gegen Österreich, wobei ihre Armeen in die legendären Gefechte mit den aufständischen Tirolern unter Andreas Hofer verwickelt werden. Siebein kommandiert hier zunächst die 3. Bayerische Division. Diese gibt er an den ranghöheren General Erasmus von Deroy ab, als Kronprinz Ludwig (der spätere König Ludwig I.) auf dem Kriegsschauplatz erscheint und selbst eine Division übernimmt. Als nunmehriger Führer der 1. Infanterie-Brigade der 3. Bayerischen Division „Deroy“, macht Ritter von Siebein den Rest des Feldzuges in Österreich und Tirol mit und wird am 15. Juni 1809 schließlich auch mit dem höchsten französischen Tapferkeitsorden, dem Kreuz der Ehrenlegion dekoriert. Gegen Ende der Kampagne avanciert der Pfälzer, am 9. Juni 1810, zum Oberbefehlshaber aller in Tirol stehenden bayerischen Truppen. Nach Abschluss der Kämpfe übernahm er am 11. Februar 1811 eine kurze Friedensstellung als Chef des Generalkommandos Nürnberg, ehe er mit 61 Jahren in jenen schrecklichen Krieg gegen Russland zog, den er und so viele seiner Kameraden mit ihrem Leben bezahlen sollten.

### Feldzug gegen Russland
Es ist bekannt, dass König Max Joseph sich nur widerwillig an diesem Feldzug beteiligte. Bei einem siegreichen Ausgang wäre er gegenüber dem übermächtigen Frankreich noch unbedeutender und geriete in noch größere Abhängigkeit. Eine Niederlage konnte leicht zur Katastrophe ausarten, vielleicht sogar Land und Thron kosten, denn die Sieger würden sich auch an ihm, als Napoleons Waffengefährten, schadlos halten. Überdies war die Zarin eine Schwester seiner Frau; sein Sohn, Kronprinz Ludwig (später König Ludwig I.), stand dem Unternehmen ohnehin ablehnend gegenüber und verweigerte – nachdem er gesehen hatte, wie die Franzosen mit den Tirolern umsprangen – jegliche aktive Teilnahme.
Die etwa 30.000, zum Feldzug gegen Russland befohlenen Bayern bildeten (abgesehen von sechs Regimentern Kavallerie und dem 13. Infanterieregiment, die später separat verwendet wurden) unter dem französischen Generaloberst Laurent de Gouvion Saint-Cyr, das VI. Armeekorps der „Großen Armee“, welches wiederum in die 19. (bay.) und die 20. (bay.) Division unter den kommandierenden bayerischen Generalen Erasmus von Deroy und Carl Philipp von Wrede aufgeteilt war. Siebein führte die 1. Infanterie-Brigade der 19. (bayerischen) Division unter General Deroy. Durch Görlitz, Glogau und Lissa marschierten die Bayern nach Polen, setzten im Mai 1812 über die Weichsel und erreichten am 22. Juni Lyck. Wenige Tage später überquerten sie den Njemen, um am 13. Juli 1812 – bisher kampflos – in Wilna einzurücken. Am 14. Juli, zwischen 10 und 11 Uhr vormittags, nahm Kaiser Napoleon, südwestlich dieser Stadt den Vorbeimarsch der bayerischen Truppen ab. Es war ein trostloser Tag, der Himmel grau und wolkenverhangen, es regnete in Strömen. Dennoch defilierten die beiden bayerischen Divisionen – unter ihnen auch General Siebein – mit klingendem Spiel und fliegenden Fahnen, alles in schönster Ordnung und tadelloser Haltung. Die beiden bayerischen Kommandeure Deroy und Wrede nahmen einige Schritte rechts und links hinter dem Kaiser auf ihren Pferden die Parade ab und freuten sich über dessen Lob und Anerkennung. Ohne weitere Verzögerung wurde der Marsch nun fortgesetzt, über Asinski (14.7.), Trokiniki (15.7.), Glubokoje (21.7.) und Uschatz (25.7.) nach Beschenko. Dort stellte man zunächst die Verfolgung der ins Landesinnere ausweichenden Zarenarmee ein und gönnte der Truppe einige Ruhetage. Schon am 5. August befahl Napoleon den Weitermarsch im Eiltempo, um dem bei Polozk/Weißrussland in harte Kämpfe verwickelten II. Armeekorps unter Marschall Charles Nicolas Oudinot zu Hilfe zu eilen.

### Erste Schlacht von Polozk

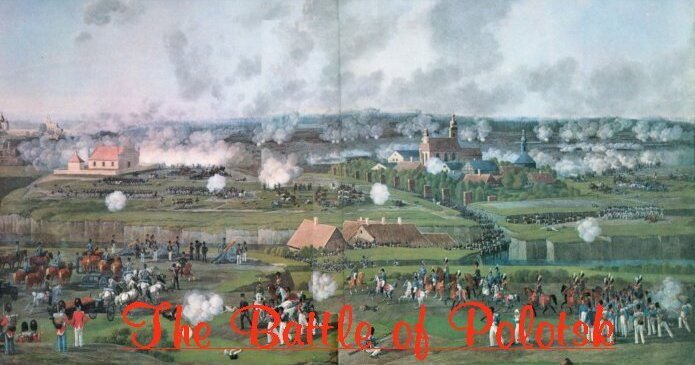
Schlacht bei Polozk, 18. August 1812

Mit nur noch knapp 10.000 kampffähigen Soldaten (weniger als die Hälfte des Armeekorps) und einigen tausend Kranken waren die Bayern am 16. August 1812 in Polozk angekommen. Hier wurde die erste Schlacht von Polozk geschlagen und hier sollte sich auch das Schicksal Siebeins erfüllen. Polozk ist heute im Westen nicht ganz unbekannt wegen seines berühmten Erzbischofs Josaphat Kunzewitsch, der 1623 ermordet und 1867 heiliggesprochen, nun in einem gläsernen Sarg im Petersdom zu Rom ruht. Zu Beginn des 19. Jahrhunderts war es eine meist aus Holzhäusern erbaute Stadt, mit einem mächtigen Jesuitenkloster (französisch-bayerisches Hauptquartier) und etwa 12.000 Einwohnern, auf dem rechten Ufer der Düna gelegen, mit der gegenüberliegenden Vorstadt Klein-Polozk durch eine Brücke verbunden. Die Polota, ein tief eingegrabenes Flüsschen mit gewundenem Lauf, mündet auf der Westseite der Stadt in die Düna. Ab 17. August griffen die Bayern in die Kämpfe ein, zunächst hauptsächlich Verbände der 20. (bayerischen) Division „Wrede“. Es erfolgten an diesem Tage massive Angriffe der russischen Truppen; Bayern und Franzosen konnten jedoch ihre Stellungen behaupteten. Eine Kanonenkugel verwundet Oberbefehlshaber Marschall Charles Nicolas Oudinot, dessen Stelle daraufhin General Laurent de Gouvion Saint-Cyr einnimmt. Am 18. August um vier Uhr morgens, wird die stark dezimierte 20. (bay.) Division „Wrede“ von der 19. (bayerischen) Division „Deroy“ abgelöst. Ihre I. Brigade kommandiert Siebein. Um 16.00 Uhr schießen 34 bayerische Geschütze vom linken Polotaufer gegen den jenseits des Flusses gelegenen Edelhof Primenitza und geben damit das Signal zum Sturmangriff auf dieses Hauptquartier der Russen. Zum Läuten der Klosterglocken (später Thema einer Ode) durchwaten die Krieger den Polotafluss und mit dem begeisterten Ruf „Es lebe der König!“ stürzen sich die Bayern auf ihre Gegner. Beim Sturm auf das russische Hauptquartier führt der aus Mannheim stammende, 68-jährige General Erasmus von Deroy seine Division persönlich im schwersten Feuer und erhält dabei einen Bauchschuss, an dem er fünf Tage später stirbt. Noch von der Tragbahre herunter spornt der schwerverletzte Feldherr seine Männer zum Kampf an. Im mörderischen Kartätschenfeuer beginnen die Franzosen zu flüchten und reißen dabei fast die durch den Verlust ihres Befehlshabers verwirrten Bayern mit. Hier greift General Siebein ein und wird neben dem unglücklichen Deroy der Held des Tages. Trotzdem die zurückweichenden Franzosen schon in großer Zahl die bayerischen Linien nach rückwärts durchbrechen, stürmt er unbeirrt mit seiner Truppe weiter und erobert Schloss Primenitza im Handstreich. Die sich bereits siegreich wähnenden Russen ergreifen die wilde Flucht oder werden niedergemacht. Auch an anderen Stellen geriet die Zarenarmee in Bedrängnis und musste zurückweichen. Da entschloss sich ihr Befehlshaber, General Wittgenstein, zum Rückzug; es dunkelte bereits. Um ohne weitere Verluste abziehen zu können, ließ der Russe seine gesamte Reiterei auf die Gegner los. Mit wildem Geschrei jagten die russischen Schwadronen bis knapp vor die Mauern von Polozk. Der von dem sumpfigen Boden aufsteigende und mit Pulverdampf vermischte Nebel sowie die einsetzende Dämmerung begünstigten die Attacke. Gerade waren 20 französische Kanonen erbeutet und General St. Cyr drohte die Gefangennahme, als Siebein und seine Brigade wieder die Situation retten. Sie hatten eben erst Primenitza erobert, aber sofort ließ er seine Batterien nun gegen die russische Kavallerie in Stellung gehen. Diese flüchtete unter Zurücklassen ihrer Beute, ob des unerwartet starken bayerischen Gegenangriffs. Das geschah gegen 21.30 Uhr; die Schlacht von Polozk war damit endgültig entschieden. Nicht zuletzt dank dem beherzten Einsatz Ritter von Siebeins hatten Bayern und Franzosen gesiegt und General Wrede ernannte ihn folgerichtig am 19. August an Stelle des mit dem Tode ringenden Deroy zum Kommandeur der 19. (bayerischen) Division.

### Siebeins Ende
Laurent de Gouvion Saint-Cyr unterließ eine sofortige Verfolgung des geschlagenen Feindes, weshalb sich dieser wieder nahe der Stadt festsetzten konnte. Erst am 22. August unternahm man hinter den abgezogenen Russen her einen Aufklärungsvorstoß, wobei die Bayern, drei Marschstunden von Polozk entfernt, im Wald bei Gamzelowo, auf der St. Petersburger Straße die ersten feindlichen Vorhuten antrafen. Bei dem sich entspinnenden Gefecht geriet Siebein mit seiner Truppe unerwartet in fürchterliches Geschütz- und Kartätschenfeuer, wobei der Pfälzer einen Schuss in den Unterleib erhielt und nach Polotzk zurückgebracht werden musste. Der bayerische Armee-Tagesbefehl vom 24. August 1812 belobigt den „Herrn Oberfeldspitalmedicus Dreßler, welcher vorgestern unter dem größten Kugel- und Kartätschenfeuer, nicht nur den General von Siebein vom Schlachtfelde wegtragen half, sondern als er selbst schon einen Streifschuß an den Backen erhalten, ihn dennoch nicht verlassen [...] hat“ und meldet dann: „Eben ist der tapfere Generalmajor von Siebein diesen Morgen an seiner vorgestern erhaltenen Wunde gestorben.“ Vielfach wird der 24. August, morgens 2 Uhr als Todeszeitpunkt angegeben, während andere Quellen – darunter der Augenzeuge, Stabsauditor Max von Stubenrauch, in seinem Tagebuch – den 25. August, 2 Uhr, als Sterbezeit nennen.
Am 25. August, um 17 Uhr abends, fand das feierliche Begräbnis der ranghöchsten, bei Polozk gefallenen Bayern statt. Es waren dies General Justus Ritter von Siebein und sein Pfälzer Landsmann, General Erasmus von Deroy, sowie die Offiziere Oberst Dominik Wreden, Oberst Friedrich Graf von Preysing, sowie Oberstleutnant Joseph von Gedoni. Ihre Leichen wurden mit militärischen Ehren auf fünf schwarz behangenen Wagen zur letzten Ruhe geführt. Das Begräbnis erfolgte auf dem Schlachtfeld unweit der Stadt, nahe bei dem Dorf Spas, in der in einem Kirchhof gelegenen Jesuitenkapelle St. Xaveri. Insgesamt zählten Bayern und Franzosen 4000 Mann Verluste an Gefallenen und Kampfunfähigen.

### Weiteres Schicksal des bayerischen Armeekorps bei Polozk
Noch gut zwei Monate mussten Bonapartes Soldaten in der mehr und mehr befestigten Stellung bei Polozk, unter unsäglichen Entbehrungen aushalten. Der einsetzende Winter besiegelte ihr
Schicksal und das der ganzen „Großen Armee“. In der Nacht vom 19. zum 20. Oktober räumten sie die Stadt unter Zurücklassung der Verwundeten und Kranken. Damit begann auch für das auf etwa 3800 Mann zusammengeschmolzene bayerische Armeekorps der schreckliche Rückzug durch die russische Eiswüste, bei dem Hunger, Kälte, Erschöpfung und verlustreiche Kämpfe die letzten Kräfte der Truppe verzehrten. Wandelnde Gerippe in Lumpen und Pferdedecken gehüllt, die Füße mit Stroh oder Tornisterfellen umwickelt, strebten der Heimat zu, die aber letztlich nur wenige von ihnen erreichten. Das Korps wurde fast vollständig vernichtet; alle bayerischen Fahnen gingen verloren, um schließlich als russische Kriegstrophäe der Madonna von Kasan in der gleichnamigen Moskauer Kirche zu Füßen gelegt zu werden.

### Späteres Andenken und Erinnerungen
Zur Zeit Kaiser Napoleons bot dessen „Freundschaft“, besonders für die kleineren Länder innerhalb seines Einflussbereiches, eine gewisse Garantie zur Wahrung größtmöglicher Unabhängigkeit von ihm. Viele deutsche Staaten – auch Bayern – suchten daher statt Konfrontation eher die Gunst des Franzosenkaisers und nahmen dabei in Kauf, als Verbündete auch eigene Heereskontingente für dessen Eroberungszüge aufstellen zu müssen. Nur aus dieser Stellung relativer Unabhängigkeit in Verbindung mit den intakt gebliebenen, eigenständigen Heeresstrukturen konnte jedoch 1813, als der Stern Bonapartes sank, die blitzartige Erhebung der deutschen Länder und der Sturz des Usurpators gelingen.

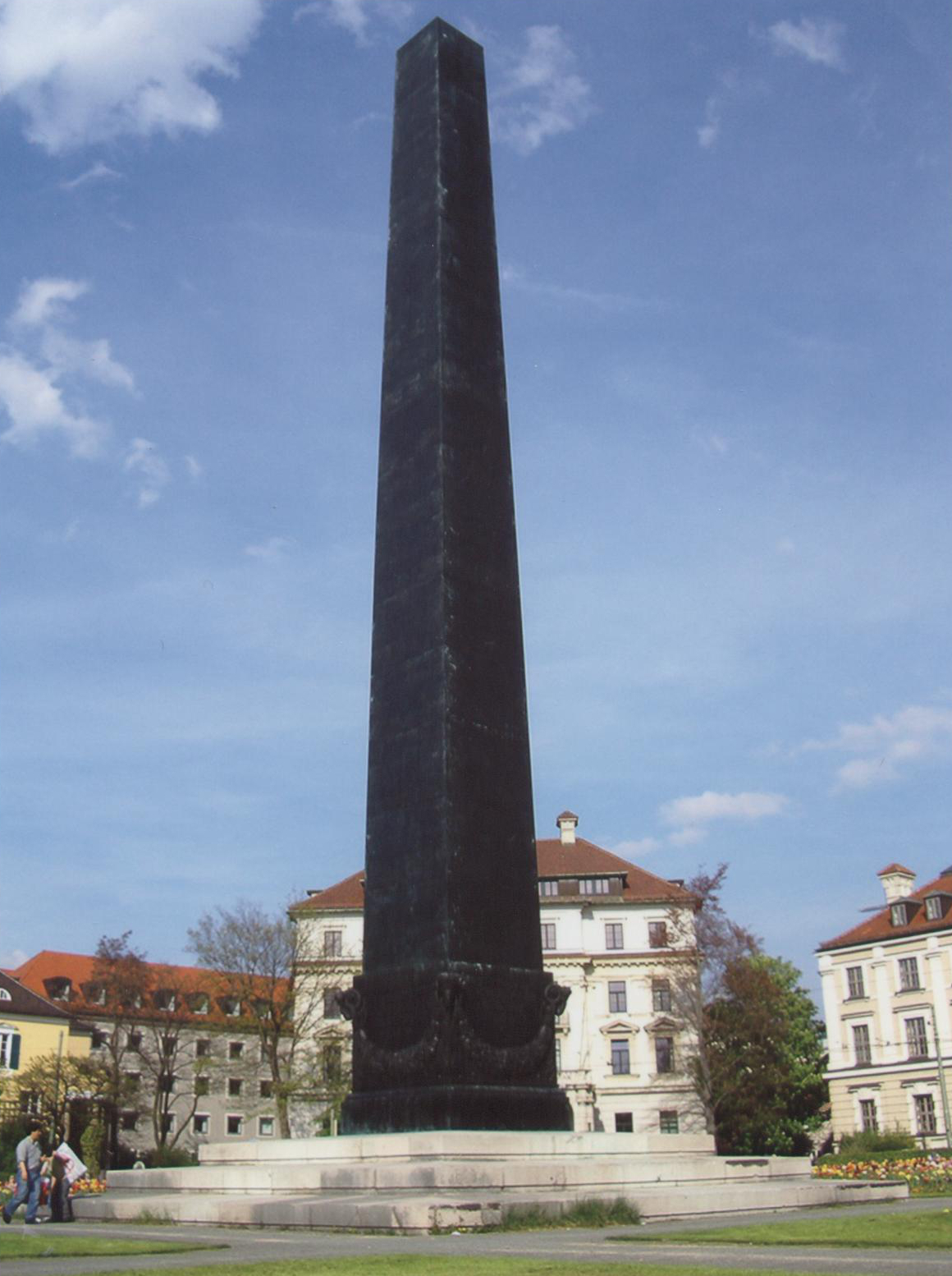
Obelisk auf dem Karolinenplatz München

Wohl in diesem Sinne ließ König Ludwig I. von Bayern den Sinnspruch: „Auch sie starben für des Vaterlands Befreiung“ auf den Obelisk auf dem Karolinenplatz in München schreiben, den er 1833 den 30.000 bayerischen Soldaten als Denkmal errichtete, die 1812 im erzwungenen Heerbanne Napoleons auf den Schlachtfeldern Russlands und dem Rückzug umkamen. Zur Enthüllung dieses Obelisken dichtete der Jurist und Schriftsteller Sebastian Franz von Daxenberger eine Ode. Darin wird General Siebein namentlich erwähnt und es heißt dort u. a.: 

„„Hier ruhen Polozk’s umgestürzte Mauern, auf ihren blutbegoss’nen Waffentaten,…Ach jene Klosterglocke die das Zeichen zum Donner der Geschütze gab, mußt euer Herz mit jenem Klang erreichen, der läutet zu dem Grab. Mußt euer Aug’ mit heißem Zähren, erfüllen und zu jenen Wunden kehren, die Siebein’s und des greisen Deroy’s Sarg, dem glühenden weit off’nen Blick verbarg.““

Laut der Stadtüberlieferung in Polozk war nach der Schlacht eine der Polotabrücken förmlich vom Blut der Krieger überzogen und wurde deswegen ab diesem Zeitpunkt die „Rote Brücke“ genannt. Diese Brücke – zwischenzeitlich mehrfach erneuert – trägt bis heute jenen Namen und wird in Erinnerung der Napoleonischen Kämpfe stets wieder rot gestrichen. Auch den Friedhof St. Xaveri gibt es noch in Polozk. Die einst darin gelegene Kapelle mit dem Grab der bayerischen Generale ist jedoch verschwunden; ein Zustand den bereits Feldmarschall Prinz Leopold von Bayern, Bruder des letzten bayerischen Königs und deutscher Oberbefehlshaber Ost, im Ersten Weltkrieg monierte (Mitteilung des Bayerischen Kriegsarchivs an den Autor). Da an dem geschichtsträchtigen Ort überhaupt nichts mehr an seine kaum 100 Jahre zuvor gefallenen Landsleute erinnerte, wollte er ihnen im Juli 1918 wenigstens ein Denkmal setzen lassen, wozu es aber infolge der ungünstigen Kriegsentwicklung leider nicht mehr kam.
Als einzige öffentliche Erinnerung an Siebein verblieb in Germersheim die „Siebeinstraße“, im Bereich des heutigen Hafen-Industriegebietes, dort wo sich bis zur Schleifung großer Teile der Festung Germersheim im Jahr 1920 das nach ihm benannte „Vorwerk Siebein“ befand.
In dem Buch „1000 Jahre Iggelheim“ widmete man 1991 ein Kapitel dem wohl bedeutendsten Sohn der Gemeinde und seiner Familie. Im Heimatjahrbuch Nr. 24 (2007/2008) des Rhein-Pfalz-Kreises (wozu Iggelheim gehört) wurde von Joachim Specht ein Gedenkartikel zu Siebeins 195. Todestag veröffentlicht, unter dem Titel: „Hier ruhen Polozk’s umgestürzte Mauern“.